# Nick Stahl
Nicolas Kent «Nick» Stahl (født 5. december 1979) er en amerikansk skuespiller.
Stahl blev født i Harlingen i Texas, opvoksede i Dallas og bor i dag i Los Angeles. Han har blandt andet medvirket i film som Sin City og Terminator 3: Rise of the Machines, i sidstnævnte i rollen som "John Connor", som han overtog fra Edward Furlong.
Stahls debutfilm, Manden uden ansigt, hvor han spillede sammen med Mel Gibson, hjalp ham til at få tag på karrieren allerede i en alder af 12. Hans første rolle som professionel skuespiller var i Stranger at My Door, selv om han havde optrådt i film lige siden han var 4 år gammel.